# Gynacantha mocsaryi
Gynacantha mocsaryi – gatunek ważki z rodziny żagnicowatych (Aeshnidae).